# Kubanischer Unabhängigkeitskrieg
Der (dritte) Kubanische Unabhängigkeitskrieg (Spanisch: Guerra de Independencia cubana) oder auch Krieg von '95 ist der letzte der drei Unabhängigkeitskriege der Kubaner gegen das Königreich Spanien. Er begann 1895 mit dem „Kriegsruf von Baire“ und endete mit der Kapitulation der spanischen Truppen angesichts des Kriegseintritts der USA 1898 in den nun folgenden Spanisch-Amerikanischen Krieg.

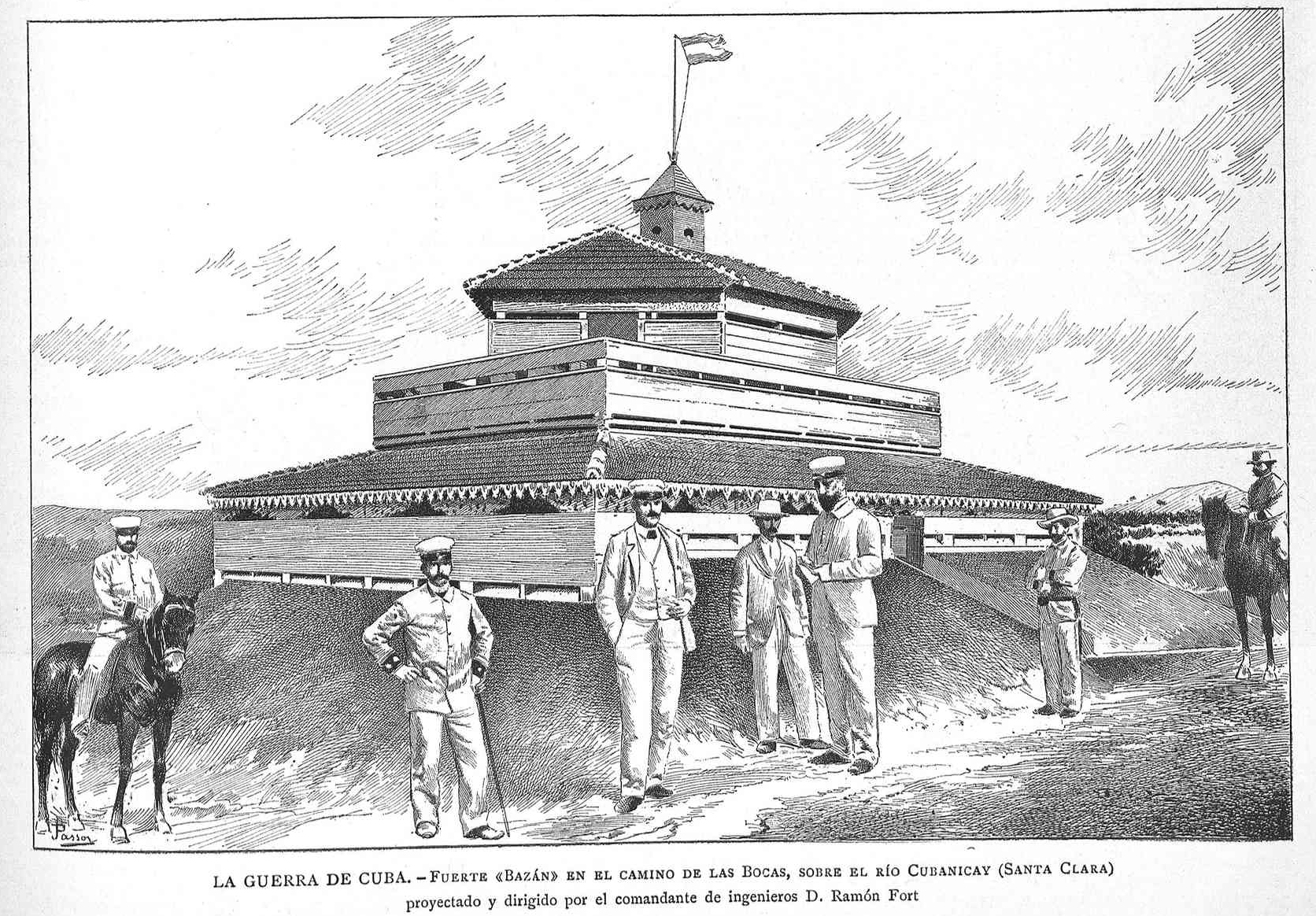
Fort Bazán an der Straße nach Las Bocas, am Fluss Cubanicay (Santa Clara), Passos

## Vorgeschichte
Das 19. Jahrhundert ist für Spanien mit dem Verlust des Großteils seiner Kolonien gekennzeichnet. Unter jenen Kolonien, die am Ende jenes Jahrhunderts noch unter spanischer Herrschaft standen, waren Kuba, Puerto Rico und die Philippinen. In Kuba waren spätestens mit dem Ende des Restaurationskrieges in der Dominikanischen Republik, wonach die königlich-spanischen Truppen von der karibischen Insel vertrieben wurden, sowie dem kubanischen Zehnjährigen Krieg latente Unabhängigkeitsbestrebungen vorhanden. Gleichzeitig gab es weitere Tendenzen der politischen Emanzipation, diese waren jedoch nicht besonders gut ausgeprägt. Unter den von José Martí angeführten Strömungen, welche die Abspaltung von Spanien anstrebten, befanden sich unter anderen die Autonomisten („autonomistas“), vertreten u. a. von Rafael Montoro, und die Reformierer („reformistas“), vertreten durch José Antonio Saco. Die Bedingungen versprachen keinen Erfolg für einen Aufstand gegen die spanische Kolonialmacht. Der Keim der Freiheit und der allgemeinen Unzufriedenheit in der Bevölkerung – wie er auch in anderen Unabhängigkeitsbewegungen Lateinamerikas aufkam und der seinen Ursprung im Zehnjährigen Krieg hatte – reifte jedoch weiter. Obwohl die Sklaverei inzwischen offiziell abgeschafft wurde, blieben die Lebensverhältnisse für Afrokubaner weiterhin prekär. Es vergingen einige Jahre, in denen der spätere Nationalheld und Freiheitskämpfer José Martí den allgemeinen Aufstand vorbereitete. Der als charismatisch beschriebene kubanische Schriftsteller Martí schaffte es Einigkeit herzustellen, indem er die beiden wichtigsten militärischen Führer der Unabhängigkeitsbewegung – Máximo Gómez und Antonio Maceo – gemeinsam zu einer Wiederaufnahme des Unabhängigkeitskrieges bewegte.

## Die Rolle José Martís

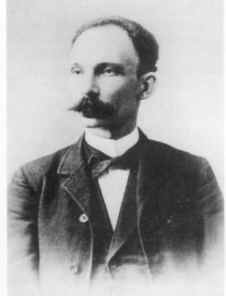
José Martí

José Martí soll schon in seiner Jugend öffentlich die spanische Kolonialherrschaft kritisiert haben und wurde dafür mit Zwangsarbeit und Gefängnis bestraft. Angeblich hatte er einen Klassenkameraden in einem Brief dafür getadelt dem „Freiwilligenkorps“ (Cuerpo de Voluntarios) beigetreten zu sein, der die spanischen Interessen vertrat.
Nach dem Aufenthalt im Zuchthaus wurde Martí nach Spanien deportiert, wo er Rechtswissenschaften studierte. Seine Rückkehr nach Kuba war begleitet von einer ständigen Observation durch spanische Sicherheitskräfte, was ihn zu Umwegen über andere amerikanische Staaten wie Guatemala, Mexiko, Venezuela oder die Vereinigten Staaten zwang.
In den USA gründete er mit Unterstützung von exilierten Kubanern sowie den kubanischen Gemeinschaften in Tampa und New York die Partido Revolucionario Cubano (Kubanische Revolutionäre Partei). Später schlossen sich der Gruppe auch puerto-ricanische Unabhängigkeitskämpfer unter der Bedingung an, dass die Kubaner im Anschluss auch für Puerto Rico kämpfen würden.
Wegen des Scheiterns im zuvor verlorenen Zehnjährigen Krieg erarbeitete Martí Ideen, um die Fehler jenes Krieges nicht zu wiederholen. Er wollte seinen militärischen Kräften unbeschränkte Freiheiten hinsichtlich Strategie und Taktik geben. Die zivilen Kräfte sollten sich hingegen auf die Aufnahme und Unterhaltung diplomatischer Verbindungen, Finanzierung und Legalisierung des Krieges sowie die Regierungsgeschäfte in befreiten Gebieten konzentrieren.
Martí reiste nach Costa Rica – wo Antonio Maceo lebte – um diesen für die Notwendigkeit des Unabhängigkeitskampfes zu begeistern. Gleiches tat er mit Máximo Gómez, der in der Dominikanischen Republik lebte. Dort unterschrieb er auch das Manifiesto de Montecristi (Manifest von Montecristi), in dem die Notwendigkeit der Unabhängigkeit Kubas ausgedrückt wurde.
Von Haiti aus stach er in See und landete bei den Playitas Cajobabo, wo nur kleine militärische Einheiten stationiert waren, gleichzeitig mit dem Grito de Baire und dem Aufstand in zahlreichen Zonen des Orientes in Kuba.

## Der Krieg
Der Zehnjährige Krieg hatte zu einer Politisierung und einer größeren Sympathie und Unterstützungsbereitschaft weiter Teile der kubanischen Bevölkerung mit den Freiheitskämpfern geführt, die von ihren Basen im Osten Kubas aus eine Invasion im Westen planten und auch durchführten.
Um diese zu verhindern, die kubanischen Guerillatruppen von der Zivilbevölkerung zu separieren und ihnen den Zugang zu Waffen, Nahrung, Medizin, Kleidern und militärischen Informationen zu verwehren, ordnete der neue Generalgouverneur Valeriano Weyler am 21. Oktober 1896 folgendes an:

„Alle Bewohner der ländlichen Gebiete sowie alle Ansässigen außerhalb der befestigten militärischen Linien [der Provinz Pinar del Río] haben sich innerhalb von acht Tagen in von Truppen besetzten Dörfern einzufinden. Wer nach dieser Frist abseits der Befestigungsanlagen aufgegriffen wird, gilt als Aufständischer und wird als solcher bestraft.“

Galt dieser Befehl zur Zwangsumsiedlung der Bevölkerung, in der offiziellen Terminologie als reconcentración bezeichnet, zunächst nur für die genannte Provinz im Westen der Insel, so wurde diese Maßnahme zur Guerillabekämpfung bis Ende Mai 1897 sukzessive auf alle Provinzen übertragen. Im Laufe der Zeit entstanden so über 80 befestigte Städte und Dörfer, in denen mindestens 400.000 Personen interniert waren, die in improvisierten Hütten, Baracken und alten Lagerhäusern ein erbärmliches Dasein fristeten. Da die spanische Kolonialadministration weder für die notwendigen hygienischen Maßnahmen sorgte noch – nicht zuletzt auch aufgrund der Blockade der befestigten Orte durch die Rebellen – eine ausreichende Versorgung sicherstellen konnte, starben die Internierten zu Zehntausenden an Unterernährung und Seuchen.
Eine weitere Maßnahme der spanischen Armee war die Trocha, ein Sperrriegel von Júcaro bis nach Morón in der heutigen zentralkubanischen Provinz Ciego de Ávila, durch den der Vormarsch der Befreiungsarmee in die westlichen Regionen Kubas unterbunden werden sollte. Obwohl José Martí bereits zu Beginn des Krieges am 19. Mai 1895 fiel und auch Maceo am 7. Dezember 1896 westlich von Havanna im Kampf getötet wurde, brachten auch diese Erfolge der spanischen Armee keine kriegsentscheidenden Vorteile. Je mehr sich der Krieg in die Länge zog, umso mehr erschien die spanische Armee in den Augen der ausländischen Öffentlichkeit als unfähig zur Beherrschung der Lage und umso mehr wurde die Situation auf Kuba dort zum Gegenstand des öffentlichen Interesses.
Besonders wurde der brutale Krieg der spanischen Armee gegen die kubanische Zivilbevölkerung in den USA registriert, deren Bevölkerung starke Sympathie für die Rebellen empfand und deren Presse laufend über die spanischen Gräuel auf Kuba berichtete. Abgesehen vom humanitären Engagement, zu dem sich US-Amerikaner gedrängt fühlten, spielten aber auch wirtschaftliche Gründe eine Rolle für das amerikanische Interesse an Kuba, da US-Unternehmen zu diesem Zeitpunkt bereits einen nicht unbeträchtlichen Anteil an der kubanischen Wirtschaft innehatten.
US-Präsident Grover Cleveland erklärte im Dezember 1896, dass die USA nicht unbegrenzt Geduld gegenüber Spanien zeigen würden, und Präsident William McKinley führte schließlich in seiner Annual Message 1897 aus, dass die USA angesichts der anhaltenden spanischen Repression zu einer Intervention genötigt werden könnten. Im März 1898 unterrichteten mehrere Politiker und Berater, unter anderem Henry Cabot Lodge senior, McKinley davon, dass zahlreiche US-Geschäftsleute aufgrund ihrer Wirtschaftsinteressen auf eine schnelle Lösung der kubanischen Frage drängen. Am 27. März 1898 erließ McKinley ein Ultimatum an Spanien mit der Forderung nach einem Waffenstillstand.
Spanien versuchte dem US-amerikanischen und dem innerspanischen Druck mit der Abberufung Weylers und dem Projekt einer Autonomie für die Insel entgegenzuwirken. Die Autonomie für Kuba, für die in Spanien Maura, Abarzuza und Cánovas del Castillo eintraten, wurde schließlich von der Regierung von Práxedes Mateo Sagasta und Überseeminister Segismundo Moret verwirklicht. Es wurde eine Verfassung für Kuba ausgearbeitet, welche ab dem 25. September 1897 dem Land weitgehende Autonomie versprach, mit dem einzigen Vorbehalt, dass der Generalgouverneur die Einhaltung der königlichen Dekrete sicherstellen sollte, welche die politische Gleichberechtigung der auf den Inseln Kuba und Puerto Rico lebenden Spanier mit der einheimischen Bevölkerung bestimmten und das allgemeine Wahlrecht für den 25. November 1897 zusicherte. Die erste autonome Regierung wurde zum 1. Januar 1898 unter Vorsitz von José María Gálvez Alonso etabliert. Jedoch waren keine der Initiativen der Zentralregierung, trotz des deutlichen Fortschritts, letztendlich erfolgreich. Die Unabhängigkeitskämpfer und Teile der sie unterstützenden kreolischen Oligarchie lehnten die Autonomie als nicht weitgehend genug ab, und auch gewissen US-amerikanischen Interventionisten war eine mögliche weiterhin andauernde spanische Präsenz ein Dorn im Auge.

## Die US-amerikanische Intervention
Am 25. Januar ging das US-Schlachtschiff Maine in der Bucht von Havanna (Bahía de La Habana) vor Anker, um mit seiner Anwesenheit Druck auf die Spanier auszuüben („Kanonenbootpolitik“). Am 15. Februar 1898 explodierte das Schiff. Spätere Untersuchungen ergaben, dass mehr als 5 Tonnen Pulver für die 6- und 10-Zoll-Kanonen des Schiffes explodiert waren und das Vorschiff zerstört hatten, was zum unmittelbaren Sinken geführt hatte. Am 24. April erklärte Spanien den USA den Krieg. Am Tag darauf erklärte der US-Kongress, die Vereinigten Staaten befänden sich seit dem 21. April mit Spanien im Kriegszustand. Am 3. Juli 1898, wurde die gesamte spanische Atlantikflotte von der zahlenmäßig überlegenen und technisch fortschrittlicheren US Navy vernichtet (→ Seeschlacht vor Santiago de Cuba). Santiago de Cuba kapitulierte am 15. Juli; Puerto Rico am 25. Juli (an diesem Tag landete General Nelson A. Miles mit 3.300 Mann dort), Manila (Philippinen) am 14. August. Für den kubanischen Kriegsschauplatz baten die Spanier am 17. Juli 1898 um einen Waffenstillstand. Am 12. August wurde in Washington der Vorfriede unterzeichnet und dabei die Einstellung der Kämpfe vereinbart. Mit dem Pariser Frieden vom 10. Dezember 1898 endete Spaniens Vorherrschaft in Kuba, Puerto Rico, Guam und auf den Philippinen; diese Inseln wurden von US-Truppen besetzt. Die Besetzung Kubas währte bis 1902.

## Opfer
Obwohl die Zahlen bis heute unter Historikern strittig sind, gilt als gesichert, dass der reconcentración zwischen 155.000 und 170.000 Menschen zum Opfer fielen, was rund 10 Prozent der Inselbevölkerung entsprach. Die Aufhebung der unmenschlichen Internierung verbesserte die Lage der meisten Reconcentrados zunächst allerdings kaum, da in den zuvor entvölkerten Gebieten seitens der spanischen Armee eine Strategie der verbrannten Erde verfolgt worden war. Angesichts der völligen Zerstörung der Infrastruktur und von allem, was den Rebellen in den Augen der Armee irgendwie dienlich hätte sein können, gab es keine Orte, an welche die Reconcentrados hätten zurückkehren können.
Die spanische Armee wiederum hatte die meisten Verluste durch Krankheiten zu verzeichnen, gegen welche die einheimischen Guerillas weit besser gefeit waren als die aus dem europäischen Mutterland stammenden Soldaten.

## Demokratische Transition
Sehr schnell zeigte sich die Unzufriedenheit der Freiheitskämpfer mit der aktuellen Situation in ihren jeweiligen Ländern. Wenngleich Puerto Rico und die Philippinen für weitere Dekaden Kolonien blieben, diesmal jedoch nicht Spaniens, sondern der Vereinigten Staaten, erzeugte ein entsprechender Druck innerhalb Kubas, ihr eigenes Land zu gestalten, die baldige Freigabe dieses Landes durch die USA.
Gleichzeitig ließen sie Möglichkeiten neuerlicher Intervention in Form der „Sicherung der Unabhängigkeit“ offen. Diese wurden in einem Entwurf einer Verfassung, enmienda de Plat genannt, festgeschrieben. Dieser wurde am 12. Juni 1901 durch die Verfassungsgebende Versammlung Kubas gebilligt.
Am 20. Mai 1902 wurde die Republik Kuba mit der Einsetzung ihres ersten Präsidenten Tomás Estrada Palma gebildet. Es dauerte jedoch bis zur Präsidentschaft von José Miguel Gómez (Liberale Partei) ab dem Jahr 1909, dass die sogenannte Interventionsregierung („Gobierno de Intervención“) der USA endete. Während dieser Zeit wurde unter anderem am 2. Juli 1903 der Pachtvertrag für die Guantanamo-Basis geschlossen, der bis heute andauert.
Die Unabhängigkeit änderte jedoch wenig an der Situation des ärmsten Teils der kubanischen Bevölkerung. Es zeigte sich erneut, dass die Unabhängigkeitsbewegung hauptsächlich die Interessen der dominierenden Land-Oligarchie vertrat. Demzufolge kam es 1912 zu einem Aufstand der schwarzen Bevölkerung, was die USA zu einer neuerlichen Intervention veranlasste.

## Die Krise in Spanien 1898
Der Verlust seiner Kolonien, insbesondere Kubas, löste eine tiefe Identitätskrise in Spanien aus, die auch weite soziale, politische und kulturelle Kreise zog. Sie bekam ihren kulturellen Ausdruck in der sogenannten Generation von ’98 oder auch im „Regenerationismus“.
Zeitgenössische Künstler waren von der Krise und ihrem historischen Kontext beeinflusst und behandelten neben anderen, Themen, wie „Verlust der historischen Persönlichkeit“ („Pérdida de personalidad histórica“) Spaniens.